# بورس بیروت
بورس بیروت (انگلیسی: Beirut Stock Exchange) بازار بورس اوراق بهادار لبنان است، که در سال ۱۹۲۰ تأسیس شد.